# حجر زراعي
الحجر الزراعي هي تقنية مستخدمة لضمان خلو النباتات من الأمراض والآفات عن طريق عزلها خلال مدة إجراء الاختبارات والفحوصات اللازمة بحثًا عن المشكلات. ويشمل الحجر ايضا الحيوانات الزراعية. 
في الولايات المتحدة، يحتفظ جهاز خدمات التفتيش الصحي للحيوانات والنباتات (APHIS) بهذه المهمة، بالرغم من نقل مهمة الجهاز الخاصة بتفتيش الحدود المرتبطة بها بشكل مباشر إلى وزارة الأمن الداخلي (DHS) من خلال القانون العام (P.L. 107-296).